# Aurélien Capoue
Aurélien Capoue (ur. 11 stycznia 1982 w Niort) – piłkarz francuski grający na pozycji lewego pomocnika w US Boulogne.

## Kariera klubowa
Rodzina Capoue pochodzi z Gwadelupy, ale Aurélien urodził się w mieście Niort. Karierę piłkarską rozpoczął w juniorach Chamois Niortais FC, ale nie przebił się do podstawowego składu i w 2001 roku odszedł do Fontenay Foot Vendee, grającego w amatorskiej piątej lidze. W 2003 roku został piłkarzem trzecioligowego SO Romorantin, w którym był podstawowym zawodnikiem i zdobył 5 bramek w sezonie.
W lipcu 2004 roku Capoue przeszedł na zasadzie wolnego transferu do pierwszoligowego FC Nantes. 7 sierpnia tamtego roku zadebiutował w Ligue 1 w przegranym 0:1 wyjazdowym meczu z FC Metz. W sezonie 2004/2005 pełnił rolę rezerwowego dla Oliviera Quinta, a następnych dwóch także był dublerem innych zawodników. W 2007 roku spadł z „Kanarkami” do Ligue 2 i na drugim froncie występował przez jeden sezon, gdyż w 2008 roku drużyna Nantes powróciła do pierwszej ligi. W 2009 roku spadł jednak z Nantes do Ligue 2.
Latem 2009 roku Capoue został wypożoczony do AJ Auxerre. Po sezonie powrócił do FC Nantes, które spadło z Ligue 1.
| Sezon   | Klub                 | Kraj    | Rozgrywki | Mecze | Bramki | Rozgrywki Europy | Mecze | Bramki |
| ------- | -------------------- | ------- | --------- | ----- | ------ | ---------------- | ----- | ------ |
| 2001/02 | Fontenay Foot Vendee | Francja | CFA 2     | 17    | 3      | –                | –     | –      |
| 2002/03 | Fontenay Foot Vendee | Francja | CFA 2     | 32    | 5      | –                | –     | –      |
| 2003/04 | SO Romorantin        | Francja | National  | 33    | 5      | –                | –     | –      |
| 2004/05 | FC Nantes            | Francja | Ligue 1   | 18    | 0      | Puchar Intertoto | 4     | 0      |
| 2005/06 | FC Nantes            | Francja | Ligue 1   | 20    | 3      | –                | –     | –      |
| 2006/07 | FC Nantes            | Francja | Ligue 1   | 10    | 0      | –                | –     | –      |
| 2007/08 | FC Nantes            | Francja | Ligue 2   | 26    | 1      | –                | –     | –      |
| 2008/09 | FC Nantes            | Francja | Ligue 1   | 23    | 2      | –                | –     | –      |
| 2009/10 | FC Nantes            | Francja | Ligue 2   | 1     | 0      | –                | –     | –      |
| 2009/10 | AJ Auxerre           | Francja | Ligue 1   | 21    | 0      | –                | –     | –      |
| 2010/11 | FC Nantes            | Francja | Ligue 2   | 18    | 1      | –                | –     | –      |
| 2011/12 | US Boulogne          | Francja | Ligue 2   | 24    | 2      | –                | –     | –      |
| 2012/13 | US Boulogne          | Francja | National  | 0     | 0      | –                | –     | –      |

Stan na: 11 lutego 2013 r.

## Kariera reprezentacyjna
W 2007 roku Capoue zaczął występować w reprezentacji Gwadelupy i został powołany przez selekcjonera Rogera Salnota do kadry na Złoty Puchar CONCACAF 2007. Na nim Gwadelupa dotarła do półfinału. Wystąpił także w Złotym Pucharze CONCACAF 2009.